# デニス・シュナイドミラー
デニス・シュナイドミラー（Denis Schneidmiller、1985年11月28日 - ）は、ドイツ出身の男性キックボクサー。身長170cm、体重70kg。Fever sports所属。小柄ながらそのアグレッシブなファイトスタイルで観客を沸かす。

## 来歴
2007年3月17日、K-1 EUROPE MAX 2007 GPのトーナメントで優勝を果たした。
2007年6月28日、K-1 WORLD MAX 2007 〜世界一決定トーナメント開幕戦〜で佐藤嘉洋と対戦。執拗なまでのローキックと顔面への膝蹴りを受けるも、最後まで戦い抜き判定負け。
2008年9月20日、シュートボクシングS-cup 2008ヨーロッパ予選に参戦。決勝でジャバル・アスケロフに判定勝ちし、優勝を果たした。
2008年11月24日、S-cup 2008の1回戦でルイス・アゼレードと対戦。右ストレートで先制ダウンを奪うも、スタンディング肩固めでタップアウト負けを喫した。

## 戦績
| 勝敗 | 対戦相手                   | 試合結果                           | 大会名                                                        | 開催年月日     |
| ×    | クリス・ナギンビ           | 3R終了 判定0-3                     | IT'S SHOWTIME                                                 | 2009年5月16日  |
| ○    | ディマ・ワイマール         | 3R終了 判定                        | Get In The Ring                                               | 2009年4月4日   |
| ×    | アーノルド・シウバ         | KO                                 | Campions League                                               | 2009年1月29日  |
| ○    | イリアス・ガザウト         | 3R終了 判定                        | SLAMM5                                                        | 2008年11月30日 |
| ×    | ルイス・アゼレード         | 1R 2:07 KO（スタンディング肩固め） | SHOOT BOXING WORLD TOURNAMENT S-cup 2008 【1回戦】            | 2008年11月24日 |
| ×    | ジャバル・アスケロフ       | 5R終了 判定                        | K-1 Rumble of the Kings                                       | 2008年10月31日 |
| ○    | ジャバル・アスケロフ       | 判定2-1                            | SHOOT BOXING S-cup 2008 Europe Tournament 【決勝】            | 2008年9月20日  |
| ○    | ルイス・レイス             | 判定                               | SHOOT BOXING S-cup 2008 Europe Tournament 【準決勝】          | 2008年9月20日  |
| ○    | マリク・マンゴウシ         | 判定                               | SHOOT BOXING S-cup 2008 Europe Tournament 【1回戦】           | 2008年9月20日  |
| ×    | マライペット・サシプラパー | 判定                               | SLAMM - Netherland vs Thailand IV                             | 2008年3月2日   |
| ○    | ジャウェド・エル・ビャリ   | 2R KO                              | RINGS in Enschede.T 【決勝】                                  | 2007年11月18日 |
| ○    | タリック・スリマニ         | 3R終了 判定3-0                     | RINGS in Enschede.T 【1回戦】                                 | 2007年11月18日 |
| ○    | マルコ・ピケ               | 3R終了 判定3-0                     | RDF Dodge Trophy 【決勝】                                     | 2007年9月30日  |
| ○    | ビクトー・ハダー           | 2R TKO                             | RDF Dodge Trophy 【準決勝】                                   | 2007年9月30日  |
| ○    | モハメド・グール           | 3R終了 判定3-0                     | RDF Dodge Trophy 【1回戦】                                    | 2007年9月30日  |
| ○    | デニス・オリブカ           | 5R終了 判定3-0                     | La Onda Fight Night                                           | 2007年8月26日  |
| ×    | 佐藤嘉洋                   | 3R終了 判定0-3                     | K-1 WORLD MAX 2007 〜世界一決定トーナメント開幕戦〜 【1回戦】 | 2007年6月28日  |
| ○    | マリオ・チビタノビック     | 3R終了 判定3-0                     | Masters Fight Night                                           | 2007年4月28日  |
| ○    | アンドレイ・ヴァカラッシュ | 3R終了 判定3-0                     | K-1 EUROPE MAX 2007 GP 【決勝】                               | 2007年3月17日  |
| ○    | ユーリィ・ボレイコ         | 3R TKO                             | K-1 EUROPE MAX 2007 GP 【準決勝】                             | 2007年3月17日  |
| ○    | タダス・ヨンクス           | 3R終了 判定3-0                     | K-1 EUROPE MAX 2007 GP 【1回戦】                              | 2007年3月17日  |